# Saint Thomas Basket Le Havre
Maillots
Actualités
| \| Le Havre \| Le club est basé au Havre. |
| Le Havre                                  |

Saint Thomas Basket Le Havre est un club professionnel français de basket-ball. Le club, basé au Havre, est une section du club omnisports de l'Union sportive de Saint Thomas d'Aquin. Le club a compté dans ses rangs des joueurs d'exception comme Bruce Bowen, Jean-Manuel Sousa, Jermaine Guice, Ian Mahinmi, Fabien Causeur, Pape Sy, Marcus Goree, Bernard King ou encore John Cox, Ricardo Greer.

## Historique
En 1903 est créée l'Union sportive de Saint Thomas d'Aquin, club omnisports d'un patronage paroissial dont l'origine remonte à 1874. Elle est alors affiliée à la fédération gymnastique et sportive des patronages de France (FGSPF). 21 ans plus tard naît la section basket-ball qui marquera la Fédération française de basket-ball dès la création de celle-ci (en 1932) puisqu'il sera le premier club enregistré[réf. nécessaire].
Le club  accède à l'élite, la Division Excellence en 1952. Les années 1950 sont propices au club havrais qui s'installe durablement dans le paysage du basket-ball français avant la disparition au milieu des années 1960, et un retour au championnat régional.
Commence alors une remontée lente mais régulière du Saint Thomas Basket vers les sommets du championnat de France. En 1974 le club retrouve la Nationale 4, pour la quitter en 1987 au profit de la Nationale 3. La N3 ne sera qu'un épisode, puisque le club accède en Nationale 2 dès la saison suivante.

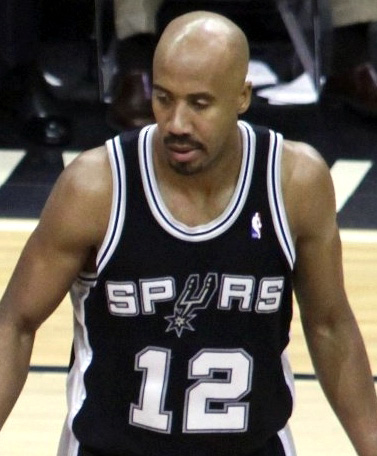
Bruce Bowen (1993-1994)

Dans le milieu des années 1990, la Ligue Nationale de Basket change son statut avec l'arrivée du professionnalisme, et le STB se retrouve donc en Pro B à l'aube de la saison 1993-94. Puis ce sera la redécouverte de l'élite, la Pro A en 2000 avant de jouer des compétitions européennes, une première fois lors de la saison 2003-2004, puis en 2008-2009 et 2015-2016.

### Les années Pro A

#### 2000-2002: des débuts difficiles
Lors de leur première saison parmi l'élite, Le Havre termine à la quatorzième place. Avec une victoire de retard sur Evreux avant la dernière journée de championnat, le STB reçoit justement son concurrent direct au maintien. Une victoire 71-60 permet au club d'éviter la quinzième place synonyme de matchs de barrage pour le maintien en pro A. C’est le premier d’une longue série de maintiens in extremis.
Alors que Saint-Thomas termine dernier de la saison 2001-2002, Montpellier et Antibes connaissent des difficultés financières et sont relégués en pro B, sauvant ainsi le STB du passage dans l’antichambre.

#### 2002-2008: les années playoffs

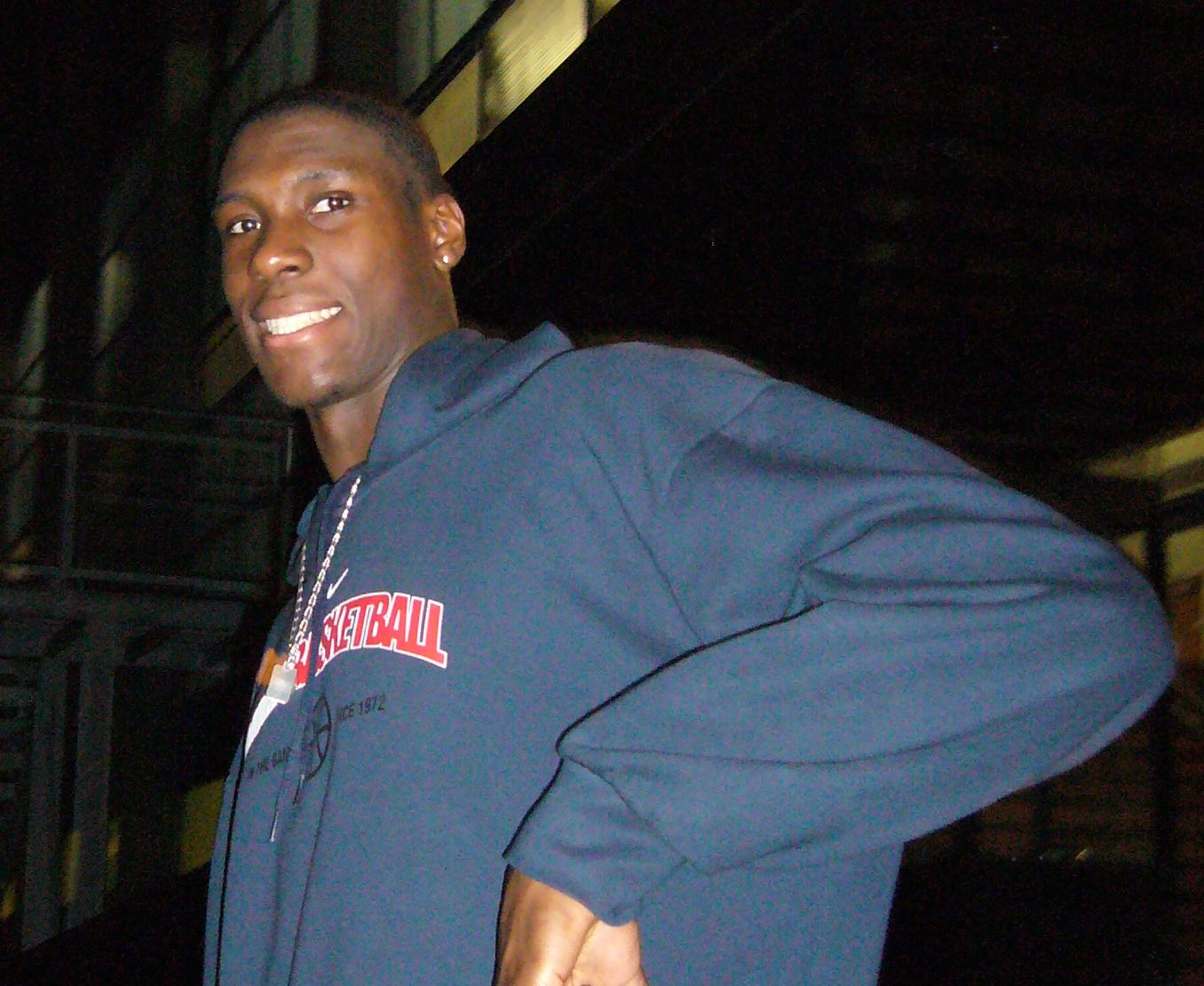
Ian Mahinmi, joueur du STB de 2004 à 2006

De 2002 à 2008, le STB connaît ses meilleures périodes en pro A.
Avec d’abord l’arrivée d’Éric Girard aux commandes, le club s’offre ses premières qualifications en playoffs (huitième à la saison régulière 2002-2003 et sixième à la saison 2003-2004). Le Havre connaîtra cependant le même sort lors de ces deux playoffs : élimination en 1/4 de final. Sa huitième place à la fin de la saison 2002-2003 permet également aux havrais de se qualifier pour sa première compétition européenne : la FIBA Europe League (voir ci-dessous).
Sous l’aire Christian Monschau, l’équipe continue de côtoyer le milieu/haut du classement. Porté par un Jermaine Guice au sommet de son art, qui sera élu MVP étranger de la saison, avec 19,7 points de moyenne (record du club), le club termine dixième lors de la première saison 2004-2005 de l’entraîneur. Il se qualifie alors pour le tour préliminaire des playoffs. Le STB bat Cholet mais échoue à nouveau en 1/4 de finale contre Lyon-Villeurbanne. En 2006, l’équipe se qualifie à nouveau pour le tour préliminaire sans réussir à aller plus loin. À la fin de la saison 2006-2007, Saint Thomas termine douzième, mais le tour préliminaire n’existe plus.
Pour la saison suivante, la dernière avec Christian Monschau en tant qu’entraîneur (il sera d’ailleurs élu meilleur entraîneur de la saison), le STB termine cinquième du championnat, soit son meilleur classement historique. Une fois encore cependant, les thomistes échouent en 1/4 de finale des playoffs. Cette cinquième place qualifie également Le Havre pour la deuxième fois à la compétition européenne désormais appelé EuroChallenge (voir ci-dessous).

#### 2008-2014: la culture du maintien

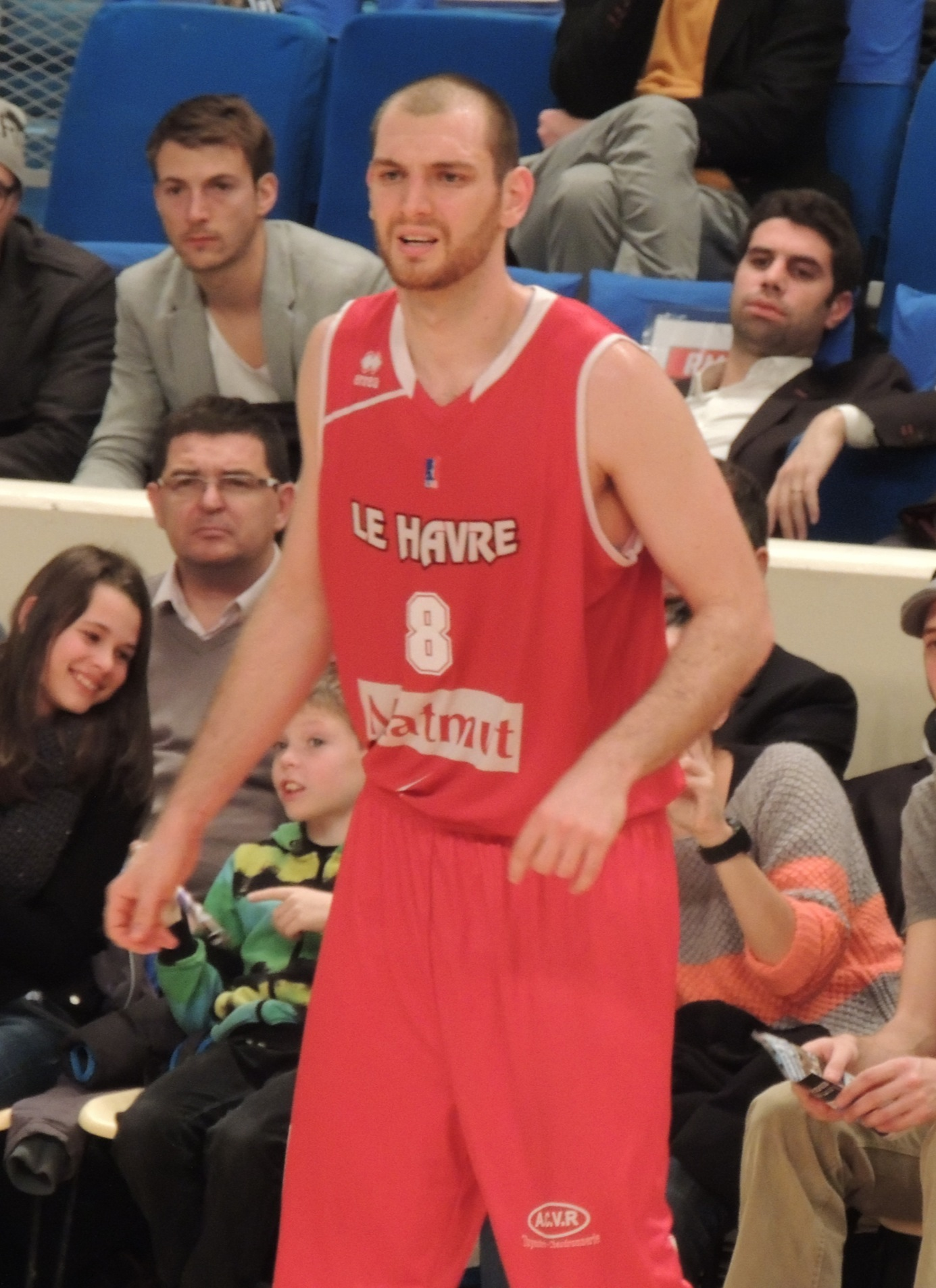
Vlad Moldoveanu, joueur du STB en 2013

Malgré un budget très limité, Le Havre a toujours trouvé des solutions pour se maintenir en pro A, et en a fait sa spécialité. Les deux premières années en pro A l’ont prouvé, et depuis les années 2008, le club a dû faire face de nombreuses saisons compliquées.
Alors que l’ancien joueur star du club, Jean-Manuel Sousa, reprend les commandes de l'équipe, la saison est très difficile : Saint-Thomas termine quatorzième, à une victoire seulement de la descente (victoire acquise lors de la dernière journée du championnat à Hyères Toulon). Les saisons suivantes seront également des plus délicates pour les thomistes:
- En 2010 ils terminent treizième du championnat, à deux victoires du premier relégable (Rouen)
- En 2011, ils sont treizièmes avec une seule victoire d’avance.
- En 2012, ils prennent la quatorzième place, avec une marge de 2 victoires
- En 2013, Éric Bartecheky, jusqu'alors adjoint des deux derniers entraîneurs thomistes depuis cinq saisons, reprend les rênes du club. Saint-Thomas termine onzième, mais encore une fois, le club ne se situe qu’à deux victoires du premier relégable

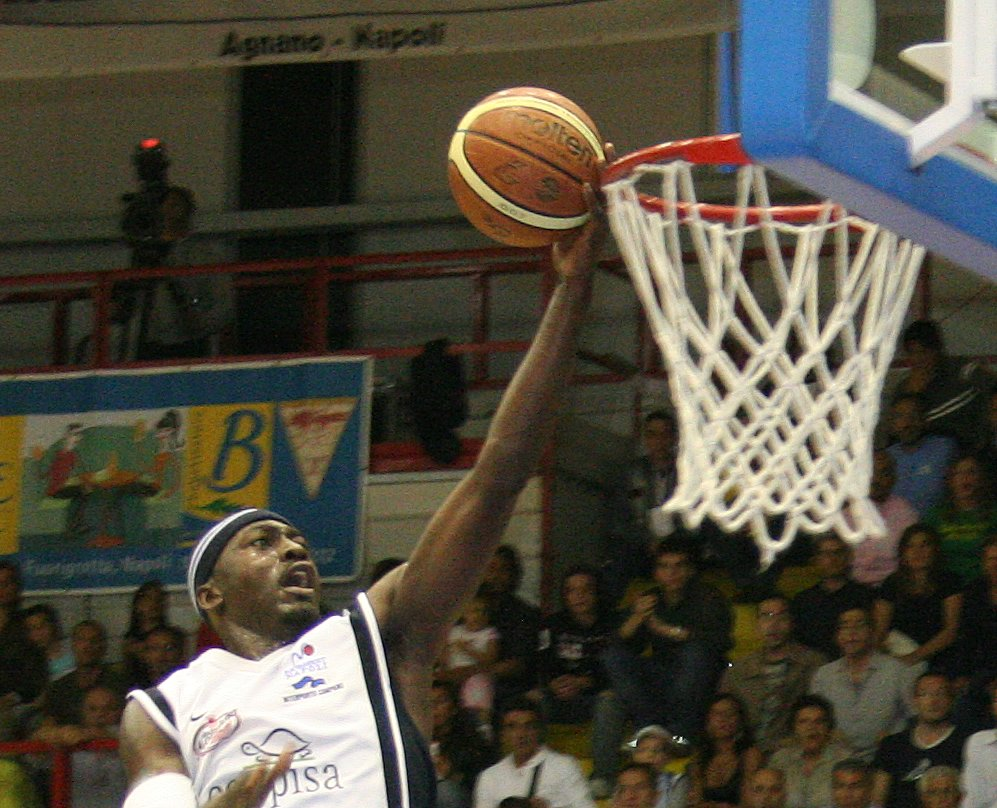
Ansu Sesay a joué au club en 2010

Pour la saison 2013-2014, alors que tous les spécialistes en début de saison pronostiquaient pour une énième fois la descente du club, le Havre s’empare in-extremis de la quatorzième place (à l'issue de la 28e journée) en réalisant de grosses victoires en fin de saison. C’est notamment à domicile, avec 5 victoires sur les 6 derniers matchs aux Docks Océane, que le STB créé l’exploit. Avec le plus petit budget de pro A et la plus petite masse salariale, c’est un nouveau miracle réalisé par les havrais qui surprend l’ensemble du monde du basket.
Avec une quinzième saison de pro A consécutive, Saint Thomas Basket est le huitième club comptant le plus d’années consécutives dans l’élite parmi les équipes actuelles de pro A. Cette culture du maintien est devenue le symbole du club. Certains fans commenceraient déjà à parler « des phœnix » du STB, une équipe que tout le monde annonce morte en début de championnat, mais qui renaît de ses cendres au cours de l’année pour se maintenir en pro A à chaque saison.

#### 2014-2015: le retour en playoffs

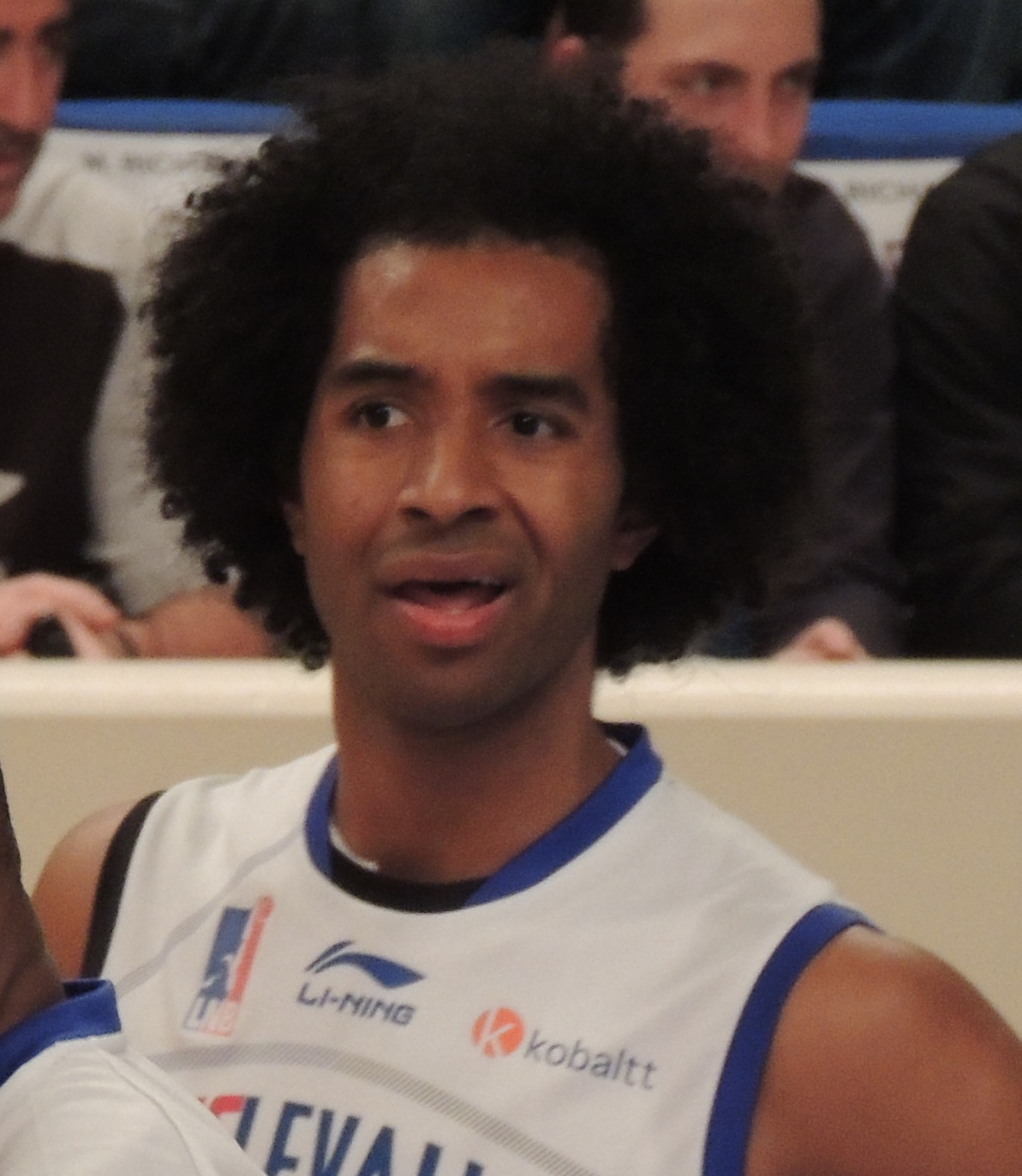
John Cox

Le recrutement de l'été 2014  permis au club de récupérer 3 anciens joueurs phares du STB. Tout commence avec le retour de Nicholas Pope au poste 3, qui avait déjà passé deux saisons en tant que thomiste entre 2010 et 2012. L'annonce du grand retour de Ricardo Greer s'est ensuivi, 12 ans après sa première saison à Saint Thomas Basket, club où il a commencé sa carrière. Affichant sa joie de revenir là "où tout a commencé" il déclara être prêt à "tout pour emmener cette équipe vers le haut de tableau afin que nous puissions jouer les playoffs et, avec un peu de chance, aller au titre !". Nianta Diarra, produit de la formation havraise signe lui un contrat de 2 ans avec le club. Enfin, c'est le retour de John Cox qui a ravi les fans, pour sa cinquième saison dans l'équipe (de 2006 à 2008 puis de 2010 à 2012). Ce recrutement "All-Star STB" permet au club d'afficher des ambitions nouvelles pour la saison.
Les havrais parviennent à se qualifier pour la première Leaders Cup de leur histoire depuis la création de ce format en 2013. Cependant, ils échouent en quarts de finale face à Strasbourg, futur vainqueur de l'épreuve. Le Havre termine la saison régulière à la 6e place et participe aux playoffs. Ils disputent les quarts de finale contre Limoges mais s'inclinent deux matchs à zéro.
Le 6 juin 2015, Thomas Drouot est nommé au poste d'entraîneur pour remplacer Éric Bartecheky parti à Pau-Lacq-Orthez.

#### 2015-2016: la fin du miracle
Le 6 avril 2016 (saison 2015-2016), le STB est officiellement relégué en Pro B après avoir concédé contre Chalon-sur-Saône sa vingt-sixième défaite de la saison en vingt-sept matches disputés.
Malgré un parcours honorable en Coupe d'Europe FIBA et une première qualification historique pour le club en deuxième phase d'une compétition européenne, Le Havre proposera la pire saison de son histoire en Pro A, avec seulement 4 victoires. Le club met fin à 16 saisons consécutives dans l'élite et retrouvera la Pro B pour un nouveau chapitre de son histoire.

### Descente en Pro B

#### 2016-2017: Savoir rebondir
Le club retrouve donc la Pro B pour la première fois depuis 16 ans. C'est le début d'une nouvelle ère. Tout d'abord, un nouveau président est élu en la personne de David Gambier. Peu de temps après, l'ancien joueur et entraîneur historique du STB, Jean-Manuel Sousa retrouve à nouveau son poste d'entraîneur principal en signant un contrat de trois ans. Son objectif est clair : remonter au plus vite en Pro A.

#### 2017-2018: Nouvelle relégation
Le STB termine avant dernier du championnat de Pro B perdant une « finale pour le maintien » contre Quimper. Le STB est relégué en Nationale 1.

### Descente en Nationale 1

#### 2018-2019: Le STB frôle la remontée en Pro B
Le STB termine à la 2e place du championnat de Nationale 1. En playoffs, le STB se hisse en finale mais s’incline lors du match décisif contre St Quentin 57-58 devant plus de 3800 spectateurs aux Docks Océane.

#### 2019-2020: Saison interrompue
Le STB Le Havre était qualifié pour la seconde phase de Nationale 1 mais la saison est annoncée « blanche » (pas de montées ni de descentes) dû à la crise sanitaire du COVID-19.

#### 2020-2021: Une saison décevante
Au terme d'une saison décevante, le STB termine septième de sa poule de 14, et reste donc en Nationale 1.

## Personnalités du club

### Joueurs célèbres ou marquants
- Claude Colignon (années 1940-1950). Joueur phare du club, il est le premier thomiste à jouer pour la sélection nationale (3 sélections en 1953).
- Georges Hurtel (1957-1959). Grand espoir du Havre à l'époque, il fut sélectionné en équipe de France à 6 reprises lors de l'année 1958.

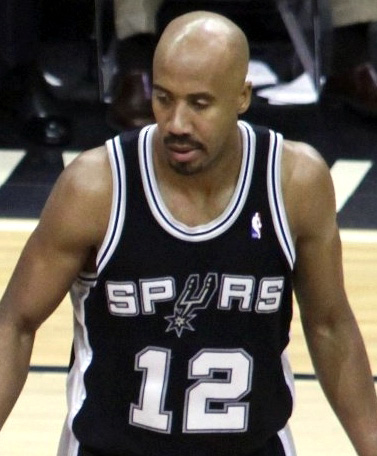
Bruce Bowen

- Bruce Bowen, a joué au Havre lors de la saison 1993-1994 durant laquelle il termina meilleur marqueur de Pro B. Depuis, il a été sacré 3 fois champion NBA avec les San Antonio Spurs.
- Vincent Collet (1994 à 1998), venu finir sa carrière de joueur en Pro B dans sa région natale avant une grande carrière d'entraîneur.
- Guillaume Granotier (1995 à 1999).
- Jean-Manuel Sousa (1996 à 2001), joueur emblématique du club, meneur de jeu, a activement participé à la montée en Pro A en 2000, entraîneur des espoirs puis entraîneur de l'équipe première de 2008 à 2012, et à nouveau depuis 2016.
- Danny Strong (1999-2000 puis 2008-2009), joueur majeur lors de la montée en Pro A.
- Marcus Goree (2000-2001), joueur explosif lors de la première saison de Pro A.
- Pat Durham (2001 puis de 2002 à 2006).
- Jermaine Guice (2002 à 2005), MVP du championnat de Pro A 2004-2005, recordman de points et d'évaluation sur un match (45 points, 54 d'évaluation) face à Dijon (saison 2004-2005). Recordman du nombre de points sur une saison : 19,7 points par match (saison 2004-2005).
- Ricardo Greer (2002-2003 puis 2014-2015), joueur extrêmement complet.
- Jeff Greer (2003-2004).
- Aymeric Jeanneau (2003-2004).
- Ian Mahinmi (2003 à 2006), formé au club, drafté par les San Antonio Spurs en 2005 (28e position), quitte le club en 2006. De retour en 2011 durant le lock-out NBA le temps de 5 rencontres disputées. Premier joueur formé au Havre ayant remporté un titre NBA (avec les Mavericks de Dallas en 2011).
- Laurent Pluvy (2004-2005).
- Tony Stanley (2004 à 2007).
- Brian Boddicker (2011-2012) - (2013-2014).
- Fabien Causeur (2004 à 2009), formé au club.
- Pape Sy (2004 à 2010), formé au club, drafté par les Hawks d'Atlanta en 2010 (53e position).
- Ali Traore (2006 à 2008).
- John Cox (2006 à 2008; 2010 à 2012 puis 2014 à 2015), 3 fois meilleur marqueur du club sur une saison (18,8 points en 2007-2008).
- Fréjus Zerbo (2007-2009).
- TJ Thompson (2007 à 2009), recordman du nombre de passes décisives sur un match en Pro A pour un thomiste (14 contre Dijon, saison 2007-2008).
- J. J. Miller (2009-2010).
- Bernard King (2009-2012, 2012-2013 puis 2016-2017). Record du nombre de passes décisives sur un match de LNB (en Pro B) pour un thomiste (16 contre Evreux, saison 2016-2017)
- Shawn King (2014-2015) Meilleur évaluation du championnat de la saison (19,74) ainsi que meilleur rebondeur (9,74) et meilleur contreur (1,82).
- Slaven Rimac (2008).
- Vlad Moldoveanu (2012-2013).

### Entraîneurs successifs
- 1986(?) - 1994 :  Edouard Jurkiewicz
- 1994 - 1999 :  Richard Billant
- 1999 - 2000 :  Jean-Luc Monschau
- 2000 - 2002 :  Michel Gomez
- 2002 - 2004 :  Éric Girard
- 2004 - 2008 :  Christian Monschau
- 2008 - 2012 :  Jean-Manuel Sousa
- 2012 - 2015 :  Éric Bartecheky
- 2015 - 2016 :  Thomas Drouot
- 2016 - 2018 :  Jean-Manuel Sousa
- 2018 :  Alexandre Palfroy
- Depuis 2018:  Hervé Coudray

### Présidents successifs
- 1924 - 1930 :  Louis Pineau
- 1930 - 1981 :  Edouard Barq
- 1981 - 1985 :  Yves Chegaray
- 1985 - 1991 :  Jacky Van Heel
- 1991 - 2002 :  Jacques Lemmonier
- 2002 - 2005 :  Michel Vatinet
- 2005 - 2010 :  Jacques Lemonnier
- 2010 - 2011 :  Joël Ras
- 2011 - 2012 :  Jacques Lemonnier
- 2012 - 2016 :  Thierry Picard
- 2016 - 2018:  David Gambier
- Depuis 2018 :  Edouard Morlot

### Mascotte
Le STB possède une mascotte nommée Stouby, un écureuil. La mascotte fait son show les soirs de match aux Docks Océane. Avec ses pitreries, ses paniers à 3 points, ses câlins aux enfants, ses bisous aux arbitres, Stouby est devenu l’icône incontournable du STB Le Havre.
Stouby est habillé en rouge et blanc, aux couleurs du club. Il porte le numéro 1.

## Les salles

### Le Gymnase Gabriel Beauville
Dans les années 1960, le STB, qui joue alors au niveau régional au Parc des Expos, déménage dans le gymnase Gabriel Beauville qui vient de se créer. Située dans le quartier Danton du Havre, la salle permet la réception de 800 spectateurs maximum, et ne comporte qu'une porte par laquelle entrent donc joueurs et supporters. L'ambiance y était décrite comme chaleureuse et conviviale. Elle est encore aujourd'hui considérée par beaucoup comme la salle mythique de Saint-Thomas Basket, car elle y a vu l'ascension de l'équipe du niveau régional à la montée dans l'élite lors de la saison 1999-2000. Le club abandonnera le gymnase dès les playoffs de cette saison pour pouvoir recevoir plus de spectateurs en vue d'une montée en pro A.

### Les Docks Océane
Il s'agit de la salle actuelle du STB depuis la saison 2000-2001. La salle affiche une capacité de 3600 places en configuration basket. Le record d'affluence y est pourtant de 4100 spectateurs (voir Faits marquants). Voici le récapitulatif des affluences moyennes des 16 dernières saisons :
| Saison    | Championnat | Cumul spectateurs | Nombre de matchs | Moyenne | Classement |
| --------- | ----------- | ----------------- | ---------------- | ------- | ---------- |
| 2001-2002 | Pro A       | 43 056            | 15               | 2870    | 12/16      |
| 2002-2003 | Pro A       | 43 413            | 15               | 2894    | 12/16      |
| 2003-2004 | Pro A       | 45 704            | 17               | 2688    | 11/18      |
| 2004-2005 | Pro A       | 45 227            | 17               | 2660    | 10/18      |
| 2005-2006 | Pro A       | 46 954            | 17               | 2762    | 10/18      |
| 2006-2007 | Pro A       | 44 401            | 17               | 2612    | 13/18      |
| 2007-2008 | Pro A       | 39 090            | 15               | 2606    | 14/16      |
| 2008-2009 | Pro A       | 37 305            | 15               | 2487    | 15/16      |
| 2009-2010 | Pro A       | 37 875            | 15               | 2525    | 14/16      |
| 2010-2011 | Pro A       | 35 580            | 15               | 2372    | 16/16      |
| 2011-2012 | Pro A       | 38 025            | 15               | 2535    | 14/16      |
| 2012-2013 | Pro A       | 40 995            | 15               | 2733    | 14/16      |
| 2013-2014 | Pro A       | 44 850            | 15               | 2990    | 14/16      |
| 2014-2015 | Pro A       | 50 966            | 17               | 2998    | 11/18      |
| 2015-2016 | Pro A       | 42 466            | 17               | 2498    | 14/18      |

### La salle de sports BCMO Lucien Nolent
C'est l'actuelle salle d'entraînement de l'équipe, vêtue de rouge et de blanc pour s'identifier aux couleurs thomistes. La salle a tout de même accueilli quelques rencontres officielles, notamment en 2008 pour une rencontre de Coupe d'Europe face au Besiktas Cola Turka, ou plus récemment en Coupe de France face à Boulogne-sur-Mer. Il s'agit également du siège du club.

## Identité

### Couleurs
L'équipe évolue en rouge et blanc.

### Logos

Logo de 2014 à 2019.
Logo de 2019 à 2022.
Logo depuis 2022.

## Palmarès

### Résultats en championnat français
- Finaliste de la Semaine des As : 2003
- Demi-finaliste de la Coupe de France : 1955, 1995, 1999, 2012

| Saison    | Division            | Classement final | Matchs joués | Victoires/Défaites | Domicile | Extérieur | Points pour (moy) | Points contre (moy) | Différence |
| --------- | ------------------- | ---------------- | ------------ | ------------------ | -------- | --------- | ----------------- | ------------------- | ---------- |
| 1952-1953 | Nationale 1 Poule B | 5e               | 18           | 9-8 (1 nul)        |          |           | 957               | 925                 | +32        |
| 1953-1954 | Nationale 1 Poule B | 4e               | 14           | 6-8                |          |           |                   |                     | -          |
| 1954-1955 | Nationale 1 Poule A | 7e               | 14           | 5-9                |          |           | 786               | 840                 | -54        |
| 1957-1958 | Nationale 1 Poule B | 5e               | 14           | 6-7 (1 nul)        |          |           | 675               | 721                 | -46        |
| 1958-1959 | Nationale 1 Poule B | 8e               | 14           | 3-11               |          |           | 803               | 921                 | -118       |
| 1992-1993 | Nationale 2         | 4e               |              |                    |          |           |                   |                     | -          |
| 1993-1994 | Pro B               | 12e              |              |                    |          |           |                   |                     | -          |
| 1994-1995 | Pro B               | 8e               |              |                    |          |           |                   |                     | -          |
| 1995-1996 | Pro B               | 3e               | 28           | 17-11              |          |           | 2331 (83.3)       | 2202 (78.6)         | +129       |
| 1996-1997 | Pro B               | 5e               |              |                    |          |           |                   |                     | -          |
| 1997-1998 | Pro B               | 8e               |              |                    |          |           |                   |                     | -          |
| 1998-1999 | Pro B               | 7e               | 38           | 21-17              |          |           | 2995 (78.8)       | 2876 (75.7)         | +119       |
| 1999-2000 | Pro B               | 4e               | 34           | 24-10              |          |           | 2810 (82.7)       | 2585 (76.0)         | +225       |
| 2000-2001 | Pro A               | 14e              | 30           | 7-23               | 5-10     | 2-13      | 2317 (77.2)       | 2631 (87.7)         | -314       |
| 2001-2002 | Pro A               | 16e              | 30           | 7-23               | 5-10     | 2-13      | 2250 (75.0)       | 2501 (83.4)         | -251       |
| 2002-2003 | Pro A               | 8e               | 30           | 15-15              | 8-7      | 7-8       | 2369 (79.0)       | 2319 (77.3)         | +50        |
| 2003-2004 | Pro A               | 6e               | 34           | 20-14              | 12-5     | 8-9       | 2646 (77.8)       | 2612 (76.8)         | +34        |
| 2004-2005 | Pro A               | 10e              | 34           | 17-17              | 12-5     | 5-12      | 2707 (79.6)       | 2673 (78.6)         | +34        |
| 2005-2006 | Pro A               | 7e               | 34           | 18-16              | 11-6     | 7-10      | 2540 (74.7)       | 2571 (75.6)         | -31        |
| 2006-2007 | Pro A               | 12e              | 34           | 16-18              | 10-7     | 6-11      | 2637 (77.6)       | 2698 (79.4)         | -61        |
| 2007-2008 | Pro A               | 5e               | 30           | 18-12              | 11-4     | 7-8       | 2537 (84.6)       | 2459 (82.0)         | +78        |
| 2008-2009 | Pro A               | 14e              | 30           | 10-20              | 5-10     | 5-10      | 2286 (76.2)       | 2471 (82.4)         | -185       |
| 2009-2010 | Pro A               | 13e              | 30           | 10-20              | 6-9      | 4-11      | 2223 (74.1)       | 2466 (82.2)         | -243       |
| 2010-2011 | Pro A               | 13e              | 30           | 12-18              | 9-6      | 3-12      | 2201 (73.4)       | 2230 (74.3)         | -29        |
| 2011-2012 | Pro A               | 14e              | 30           | 9-21               | 7-8      | 2-13      | 2315 (77.2)       | 2378 (79.3)         | -63        |
| 2012-2013 | Pro A               | 11e              | 30           | 13-17              | 9-6      | 4-11      | 2303 (76.8)       | 2314 (77.1)         | -11        |
| 2013-2014 | Pro A               | 14e              | 30           | 9-21               | 8-7      | 1-9       | 2238 (74.6)       | 2368 (78.8)         | -129       |
| 2014-2015 | Pro A               | 6e               | 34           | 19-15              | 9-8      | 10-7      | 2585 (76.0)       | 2568 (75.5)         | +17        |
| 2015-2016 | Pro A               | 18e              | 34           | 4-30               | 2-15     | 2-15      | 2441 (71.8)       | 2883 (84.8)         | -442       |
| 2016-2017 | Pro B               | 7e               | 34           | 18-16              | 10-7     | 8-9       | 2621 (77.1)       | 2523 (74.2)         | +98        |
| 2017-2018 | Pro B               | 17e              | 34           | 10-24              | 7-10     | 3-14      | 2495 (73.3)       | 2733 (80.4)         | -238       |

| Saison    | Nom de l'épreuve  | Lieu | Parcours                               | Adversaire                                 | Résultat                                      | Score                                           |
| --------- | ----------------- | --- | -------------------------------------- | ------------------------------------------ | --------------------------------------------- | ----------------------------------------------- |
| 2002-2003 | Semaine des As    | Palais des sports de Pau | Quarts de finale Demi-finales Finale   | Le Mans Nancy Pau-Orthez                   | Victoire Victoire Défaite                     | 95-88 92-86 80-101                              |
| 2003-2004 | Semaine des As    | Palais des Sports de Mulhouse | Quarts de finale                       | Le Mans                                    | Défaite                                       | 73-79                                           |
| 2007-2008 | Semaine des As    | Palais des sports de Toulon | Quarts de finale                       | Lyon-Villeurbanne                          | Défaite                                       | 65-74                                           |
| 2008-2009 | Semaine des As    | Salle des Docks Océane | Quarts de finale                       | Le Mans                                    | Défaite                                       | 79-82                                           |
| 2014-2015 | Leaders Cup       | Disney Events Arena | Quarts de finale                       | Strasbourg                                 | Défaite                                       | 57-73                                           |
| 2016-2017 | Leaders Cup Pro B | Salle Damrémont Salle des Docks Océane Palais des sports Saint-Sauveur                                                               | 1er tour                               | Boulogne-sur-Mer Lille                     | Défaite Victoire Défaite                      | 67-65 85-77 93-87 77-61                         |
| 2017-2018 | Leaders Cup Pro B | Palais des sports Saint-Sauveur Kindarena Salle des Docks Océane Complexe sportif Parsemain Salle des Docks Océane Salle Jean Degros | 1er tour Quarts de finale Demi-finales | Lille Rouen Lille Rouen Fos-sur-Mer Denain | Victoire Défaite Victoire Défaite Nul Défaite | 64-78 77-66 78-77 79-71 81-63 64-69 65-65 91-59 |

| Saison    | Division             | Parcours                             | Adversaire                 | Victoires/Défaites | Domicile    | Extérieur   |
| --------- | -------------------- | ------------------------------------ | -------------------------- | ------------------ | ----------- | ----------- |
| 1999-2000 | Pro B Barrages Pro A | Quarts de finale Demi-finales Finale | Mulhouse Montpellier Vichy | 2-1 2-0 2-0        | 2-0 1-0 1-0 | 0-1 1-0 1-0 |
| 2002-2003 | Pro A                | Quarts de finale                     | Pau-Orthez                 | 0-1                | 0-0         | 0-1         |
| 2003-2004 | Pro A                | Quarts de finale                     | Chalon-sur-Saône           | 1-2                | 1-1         | 0-1         |
| 2004-2005 | Pro A                | Quarts de finale                     | Cholet                     | 1-2 (1 nul)        | 1-1         | 0-1 (1 nul) |
| 2005-2006 | Pro A                | Huitièmes de finale                  | Chalon-sur-Saône           | 1-2                | 1-1         | 0-1         |
| 2007-2008 | Pro A                | Quarts de finale                     | Roanne                     | 1-2                | 1-0         | 0-2         |
| 2014-2015 | Pro A                | Quarts de finale                     | Limoges                    | 0-2                | 0-1         | 0-1         |
| 2016-2017 | Pro B                | Quarts de finale                     | Boulazac                   | 1-2                | 0-1         | 1-1         |

### Résultats en Coupe d'Europe

#### FIBA Europe League 2003-2004
Lors de la saison 2003-2004, Saint-Thomas joue la coupe FIBA Europe League et termine 6e de sa poule après un parcours très honorable :
| Équipe                   | G  | P  |
| ------------------------ | -- | -- |
| UNICS Kazan              | 11 | 1  |
| Azovmach Marioupol       | 7  | 5  |
| Türk Telekom S.C. Ankara | 6  | 6  |
| Telindus BC Oostende     | 6  | 6  |
| CBC Široki Hercegtisak   | 6  | 6  |
| STB Le Havre             | 4  | 8  |
| BC Alytus Alita          | 2  | 10 |

#### EuroChallenge 2008-2009
Lors de la saison 2007-2008, Saint-Thomas termine 5e du championnat de France Pro A en saison régulière. Elle obtient ainsi une qualification pour une coupe européenne lors de la saison suivante.
Le club se qualifie pour la phase de poule en battant le club Telindus BC Oostende. Lors de cette phase de poules, Le Havre rencontre trois gros clubs européens et malgré de très bons matchs (en particulier contre le Besiktas Istanbul), ne parvient pas à remporter un de ses six matchs.
Néanmoins, la participation à cette EuroChallenge 2008-2009 permet à Saint-Thomas de connaître le très haut niveau européen pour la première fois. Saint-Thomas reçoit en effet le BC Khimki (Russie, futur finaliste) qui possède des joueurs de classe mondiale (Carlos Delfino, champion olympique avec l'Argentine en 2004, Jorge Garbajosa, champion du monde en 2006 avec l'Espagne).
Voici le classement final de ce groupe C :
| Équipe              | G | P | Pp  | Pc  | Diff |
| ------------------- | - | - | --- | --- | ---- |
| BC Khimki           | 5 | 1 | 459 | 400 | 59   |
| Benetton Basket     | 4 | 2 | 478 | 443 | 35   |
| Besiktas Cola Turka | 3 | 3 | 459 | 471 | -12  |
| STB Le Havre        | 0 | 6 | 413 | 495 | -82  |

#### Coupe d'Europe FIBA 2015-2016
La 6e place obtenue lors de la saison 2014-2015 permet au Havre de retrouver le niveau européen en intégrant la première édition de la nouvelle Coupe d'Europe FIBA, troisième niveau européen.
| Rang | Équipe                     | J | G | P | Pp  | Pc  | Diff | Pts |
| ---- | -------------------------- | - | - | - | --- | --- | ---- | --- |
| 1    | STB Le Havre               | 6 | 4 | 2 | 455 | 431 | +24  | 10  |
| 2    | Pallacanestro Cantù        | 6 | 3 | 3 | 502 | 484 | +18  | 9   |
| 3    | Borås Basket               | 6 | 3 | 3 | 492 | 504 | -12  | 9   |
| 4    | Superfund Bulls Kapfenberg | 6 | 2 | 4 | 457 | 487 | -30  | 8   |

À la fin de la phase régulière, le club termine premier de sa poule en remportant 4 victoires contre 2 défaites, et se qualifie pour la première fois de son histoire au deuxième tour d'une compétition européenne: le Last 32. Il est à noter que pour des raisons d'indisponibilité des Docks Océane, le STB a disputé son premier match à domicile de ce Last 32 à la Salle Jean Fourré d'Évreux.
| Rang | Équipe            | J | G | P | Pp  | Pc  | Diff | Pts |
| ---- | ----------------- | - | - | - | --- | --- | ---- | --- |
| 1    | Energia Târgu Jiu | 6 | 3 | 3 | 509 | 498 | +11  | 9   |
| 2    | Cibona            | 6 | 3 | 3 | 550 | 552 | -2   | 9   |
| 3    | Pieno žvaigždės   | 6 | 3 | 3 | 536 | 539 | -3   | 9   |
| 4    | STB Le Havre      | 6 | 3 | 3 | 516 | 522 | -6   | 9   |

Au terme d'un combat très serré au sein de ce groupe S, les 4 équipes terminent toutes à égalité. C'est à la différence de points que les thomistes se font éliminer de la compétition.

## Derbys

### Rouen
Les rencontres face au SPO Rouen représentent les principaux derbys du club. Les deux équipes se retrouvent régulièrement en match de pré-saison, notamment lors du tournoi des léopards. En pro A, 10 derbys ont pour l'instant eu lieu:
| Compétition       | Date              | Salle                | Domicile | Score  | Extérieur |
| ----------------- | ----------------- | -------------------- | -------- | ------ | --------- |
| Pro A             | 8 novembre 2005   | Salle des Cotonniers | Rouen    | 65-84  | Le Havre  |
| Pro A             | 4 février 2006    | Docks Océane         | Le Havre | 89-78  | Rouen     |
| Pro A             | 28 octobre 2008   | Docks Océane         | Le Havre | 76-82  | Rouen     |
| Pro A             | 4 avril 2009      | Salle des Cotonniers | Rouen    | 88-81  | Le Havre  |
| Pro A             | 2 janvier 2010    | Docks Océane         | Le Havre | 82-89  | Rouen     |
| Pro A             | 17 avril 2010     | Salle des Cotonniers | Rouen    | 98-105 | Le Havre  |
| Pro A             | 2 décembre 2014   | Kindarena            | Rouen    | 68-76  | Le Havre  |
| Pro A             | 30 janvier 2015   | Docks Océane         | Le Havre | 71-63  | Rouen     |
| Pro A             | 18 décembre 2015  | Kindarena            | Rouen    | 80-72  | Le Havre  |
| Pro A             | 6 février 2016    | Docks Océane         | Le Havre | 75-79  | Rouen     |
| Pro B             | 24 janvier 2017   | Kindarena            | Rouen    | 78-77  | Le Havre  |
| Pro B             | 1er avril 2017    | Docks Océane         | Le Havre | 79-69  | Rouen     |
| Leaders Cup Pro B | 26 septembre 2017 | Kindarena            | Rouen    | 77-66  | Le Havre  |
| Leaders Cup Pro B | 6 octobre 2017    | Docks Océane         | Le Havre | 79-71  | Rouen     |
| Pro B             | 19 janvier 2018   | Docks Océane         | Le Havre | 86-85  | Rouen     |
| Pro B             | 4 mai 2018        | Kindarena            | Rouen    | 89-85  | Le Havre  |

En championnat, les deux équipes sont à égalité, avec 8 victoires chacune.

### Évreux
L'ALM Évreux Basket est le troisième club professionnel de basket haut-normand. Cependant, Le Havre n'a eu l'occasion de l'affronter qu'à 2 reprises dans l'élite du championnat français, lors de la saison 2000-2001. Saint-Thomas Basket a remporté ces deux rencontres: 77-78 à Evreux et 71-60 au Havre pour le match du maintien lors de la dernière journée de la saison. Depuis, pendant 15 ans, les deux équipes se sont uniquement retrouvées à l'occasion des huitièmes de finale de la Coupe de France 2004-2005. Evreux avait pris le dessus 93 à 86. Plus récemment cependant, les deux clubs normands se retrouvent en Pro B pour la saison 2016-2017. Le Havre remporte la première rencontre à Evreux, sur le score de 77-87, mais perd la seconde à domicile : 78 à 83. La saison suivante, le STB remportera ses deux matchs face aux Ébroïciens, 79-73 à domicile, 61-90 à l'extérieur.

## Faits marquants et records

### Matchs et faits marquants
- Deux joueurs du STB ont su s'imposer lors des concours individuels du All-Star Game. Harold Doyal fut le premier avec une victoire au concours de dunk en 1999. Hugo Invernizzi a lui remporté le concours de tirs à 3 points lors du All-Star Game de la saison 2014-2015.

- Le thomiste Rony Coco fut probablement l'un des seuls joueurs de l'histoire à marquer un panier à 5 points. Lors de la phase aller de la  saison 2000-2001, Saint Thomas reçoit le BCM Gravelines. Vers le milieu du 4e quart-temps, Rony Coco tire de loin avant le buzzer des 24 secondes. La table de marque rajoute +5 au panneau d'affichage, ce qui est évidemment une erreur. Finalement, Le Havre remporte le match 73 - 70. Le BCM Gravelines portera cependant réclamation à la suite de cette injustice qui a changé la physionomie de la fin de match. La rencontre sera rejouée 4 mois plus tard. Les havrais s'inclineront cette fois 73-88 sur leur parquet.

- Le record de points marqués sur un match en pro A pour le club a eu lieu en 2001, face au Mans. Les Havrais y ont inscrit 125 points. Trois prolongations ont été nécessaires pour en arriver à ce score, ce qui est également un record pour le STB (égalé depuis). Le Havre s'inclinera finalement 125-126.

- Deux chansons ont été dédiées au club par le rappeur havrais Freedom: « STB Song » et « STB Song 2 ». La première fut l'hymne lors de l'entrée des joueurs durant la saison 2005-2006. La chanson rendait hommage à l'ensemble du club de l'époque en saluant par exemple les « fans qui kiffent Pat Durham », les « dribbles croisés, soignés, à la Tony Stanley », sans oublier un « big up à coach Monschau et son staff ». La seconde fut diffusée lors de l'échauffement des joueurs durant la saison 2006-2007.

- Le record d'affluence pour un match du STB aux Docks Océane a été enregistré lors du match STB - ASVEL le 12 novembre 2011. 4 100 spectateurs ont assisté à la rencontre, alors que la salle propose normalement une capacité de 3600 places en configurations basket. La raison : trois joueurs NBA sur le terrain. Le championnat américain n'avait en effet pas encore repris en raison du lockout. Ce fut le grand retour de Ian Mahinmi au STB, tandis que Ronny Turiaf et Tony Parker (récent vice-champion d'Europe à l'époque) sont revenus jouer à l'ASVEL. Les havrais ont honoré la présence des spectateurs en proposant l'une de leurs meilleures prestations d'équipe de la saison pour s'imposer 77-68. C'est également la première fois que les thomistes portaient un maillot noir, puisque le club a créé un maillot spécial pour cette rencontre exceptionnelle.

- Le plus grand nombre de points inscrits dans les 40 minutes du temps réglementaire (hors prolongation) est de 116. Ce score a été atteint face à Boulogne-sur-Mer lors de la saison 2014-2015. L'équipe y a également battu son record d'évaluation collective avec un total de 161. Il s'agit de la meilleure évaluation d'équipe enregistrée par la LNB depuis 1987. Enfin, deux joueurs ont battu leur record individuel: Hugo Invernizzi (18 points et 31 d'évaluation), et Nianta Diarra (18 points, 25 d'évaluation) dans ce qui est aujourd'hui considéré comme "le match de tous les records".

### Records d'équipe

#### Pro A
| Statistique             | Record | Équipe adverse       | Date             |
| ----------------------- | ------ | -------------------- | ---------------- |
| Points                  | 125    | Le Mans              | 14 avril 2001    |
| Rebonds                 | 54     | Gravelines-Dunkerque | 23 décembre 2011 |
| Passes décisives        | 36     | Le Mans              | 14 avril 2001    |
| Interceptions           | 17     | Strasbourg           | 24 janvier 2015  |
| Contres                 | 10     | Le Mans              | 14 avril 2001    |
| Tirs à 3 points réussis | 19     | Roanne               | 16 août 2005     |
| Lancers réussis         | 34     | Le Mans              | 14 avril 2001    |
| Dunks                   | 7      | Strasbourg           | 9 mars 2013      |
| Évaluation              | 161    | Boulogne-Sur-Mer     | 4 novembre 2014  |

#### Pro B
| Statistique             | Record | Équipe adverse   | Date                            |
| ----------------------- | ------ | ---------------- | ------------------------------- |
| Points                  | 107    | Levallois SCB    | 23 octobre 1999                 |
| Rebonds                 | 52     | Boulogne-Sur-Mer | 24 septembre 2016 (Leaders Cup) |
| Passes décisives        | 35     | Aix-Maurienne    | 4 novembre 2016                 |
| Interceptions           | 15     | Denain           | 20 janvier 2017                 |
| Contres                 | 11     | Aix-Maurienne    | 4 novembre 2016                 |
| Tirs à 3 points réussis | 17     | Levallois SCB    | 23 octobre 1999                 |
| Lancers réussis         | 31     | Saint-Étienne    | 4 avril 2000                    |
| Évaluation              | 152    | Aix-Maurienne    | 4 novembre 2016                 |

### Records individuels

#### Pro A
| Statistique             | Joueur                      | Record | Équipe adverse          | Date                                              |
| ----------------------- | --------------------------- | ------ | ----------------------- | ------------------------------------------------- |
| Points                  | Jermaine Guice              | 45     | Dijon                   | 9 octobre 2004                                    |
| Rebonds                 | Shawn King                  | 18     | Orléans                 | 13 mars 2015                                      |
| Passes décisives        | TJ Thompson Chris Garner    | 14     | Dijon Limoges           | 19 janvier 2008 4 mai 2002                        |
| Interceptions           | Fabien Causeur Tony Stanley | 7      | Besançon Le Mans Roanne | 1er février 2009 30 octobre 2005 11 décembre 2004 |
| Contres                 | Sherman Gay Shawn King      | 7      | Reims Orléans           | 24 novembre 2006 13 mars 2015                     |
| Tirs à 3 points réussis | TJ Thompson Tony Stanley    | 9      | Dijon Vichy             | 10 janvier 2009 29 janvier 2005                   |
| Lancers réussis         | Jermaine Guice              | 18     | Dijon                   | 9 octobre 2004                                    |
| Fautes provoquées       | Jermaine Guice              | 15     | Hyères-Toulon           | 8 janvier 2005                                    |
| Balles perdus           | Bernard King                | 11     | Le Mans                 | 30 mars 2013                                      |
| Évaluation              | Jermaine Guice              | 54     | Dijon                   | 9 octobre 2004                                    |

#### Pro B
| Statistique       | Joueur         | Record | Équipe adverse    | Date/Saison     |
| ----------------- | -------------- | ------ | ----------------- | --------------- |
| Points            | Bruce Bowen    | 46     | Toulouse          | 1993/1994       |
| Passes décisives  | Bernard King   | 16     | Evreux            | 2 décembre 2016 |
| Contres           | David Robinson | 6      | Étendard de Brest | 1995/1996       |
| Fautes provoquées | James Bryson   | 15     |                   | 1993/1994       |
| Balles perdus     | Antwon Hoard   | 9      | Angers            | 1988/1989       |
| Dunks             | Harold Doyal   | 6      | GET Vosges        | 1998/1999 .     |

### Records par saison
| Saison    | Niveau | Top scoreur FR                     | Top scoreur étranger           |
| --------- | ------ | ---------------------------------- | ------------------------------ |
| 1999-2000 | Pro B  | Emmanuel Lorentz (7,8)             | Danny Strong (22,4) .          |
| 2000-2001 | Pro A  | Emmanuel Lorentz (9,6)             | Marcus Goree (18,6) .          |
| 2001-2002 | Pro A  | Pat Durham (18,0)                  | Geoff Lear (15,6) .            |
| 2002-2003 | Pro A  | Pat Durham (12,3)                  | Nate Johnson (21,9) .          |
| 2003-2004 | Pro A  | Pat Durham (9,5)                   | Jermaine Guice (19,0) .        |
| 2004-2005 | Pro A  | Pat Durham (10,3)                  | Jermaine Guice (19,7)          |
| 2005-2006 | Pro A  | Babacar Cissé (11,2)               | Tony Stanley (15,2)            |
| 2006-2007 | Pro A  | Ali Traore (9,9)                   | Tony Stanley (15,7)            |
| 2007-2008 | Pro A  | Ali Traore (11,0)                  | John Cox (18,8)                |
| 2008-2009 | Pro A  | Fabien Causeur (9,7)               | TJ Thompson (18,1)             |
| 2009-2010 | Pro A  | Romain Duport (8,0)                | J.J Miller (14,0)              |
| 2010-2011 | Pro A  | Nicholas Pope (10,4)               | Bernard King (14,6)            |
| 2011-2012 | Pro A  | Nicholas Pope (11,9)               | John Cox (15,8)                |
| 2012-2013 | Pro A  | Max Kouguère (11,5)                | Bernard King (16,8)            |
| 2013-2014 | Pro A  | Hugo Invernizzi (6,5)              | Cedrick Banks (12,4)           |
| 2014-2015 | Pro A  | Hugo Invernizzi (8,4)              | John Cox (14,7) .              |
| 2015-2016 | Pro A  | Jean-Baptiste Adolphe Michel (8,0) | Ángel Daniel Vassallo (17,1) . |